# Hili Gawolo
Hili Gawolo is een bestuurslaag in het regentschap Nias Utara van de provincie Noord-Sumatra, Indonesië. Hili Gawolo telt 833 inwoners (volkstelling 2010).